# László Zsidai
László Zsidai est un footballeur hongrois, né le 16 juillet 1986 à Budapest en Hongrie. Il évolue actuellement au Debrecen VSC comme milieu défensif.

## Palmarès
MTK Budapest
- Championnat de Hongrie
  - Champion (1) : 2008
- Supercoupe de Hongrie
  - Vainqueur (1) : 2008

 Debrecen VSC
- Championnat de Hongrie
  - Champion (1) : 2014